# Завладяване на Ацтекската империя
Завладяването на Ацтекската империя е събитие, следствие от испанското завладяване на Мексико под ръководството на Ернан Кортес между 1519 и 1521 г., довело до установяване на испанско господство над Мезоамерика.
Решаващите фактори за успеха на испанците са техните усъвършенствани оръжейни технологии, податливостта на местното население към болестите, донесени от завоевателите – едра шарка, морбили, грип и други, които преди това са непознати там, и възползването им от слабостите на вътрешната и външната политика на империята на ацтеките. След завладяването испанците основават вицекралството Нова Испания, в резултат на което в Централно Мексико пристигат много заселници от Испания, религията на ацтеките е изместена от християнството и местната култура е до голяма степен заличена.
|  | Тази страница частично или изцяло представлява превод на страницата Spanische Eroberung Mexikos в Уикипедия на немски. Оригиналният текст, както и този превод, са защитени от Лиценза „Криейтив Комънс – Признание – Споделяне на споделеното“, а за съдържание, създадено преди юни 2009 година – от Лиценза за свободна документация на ГНУ. Прегледайте историята на редакциите на оригиналната страница, както и на преводната страница, за да видите списъка на съавторите. ВАЖНО: Този шаблон се отнася единствено до авторските права върху съдържанието на статията. Добавянето му не отменя изискването да се посочват конкретни източници на твърденията, които да бъдат благонадеждни. |